# Association sportive de Béziers Hérault
L’Association sportive de Béziers Hérault è un club francese di rugby XV di Béziers che milita nel Pro D2, campionato di seconda divisione nazionale.
Il club, fondato nel 1911, vanta 11 titoli di campione di Francia e cinque Coppe di Francia, risultando così il terzo club più titolato di Francia dopo Stade Toulousain e Stade Francais. Disputa le sue gare interne allo stadio Méditerranée, capace di più di 16.000 spettatori. I suoi colori sociali sono il blu e il rosso.

## Palmarès
- Campionati francesi: 11
1960-61, 1970-71, 1971-72, 1973-74, 1974-75, 1976-77, 1977-78, 1979-80, 1980-81, 1982-83
1983-84
- Coppe di Francia: 5
1964, 1972, 1975, 1977, 1986